# Orkiestra Wojskowa w Bydgoszczy

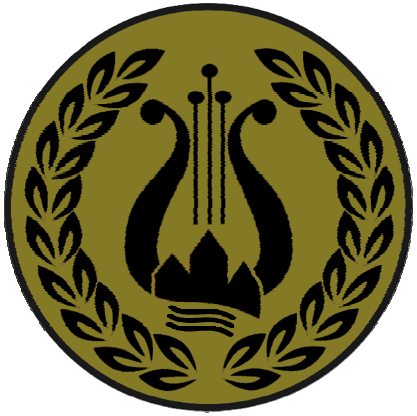
Oznaka rozpoznawcza na mundur polowy (wz. 2016).

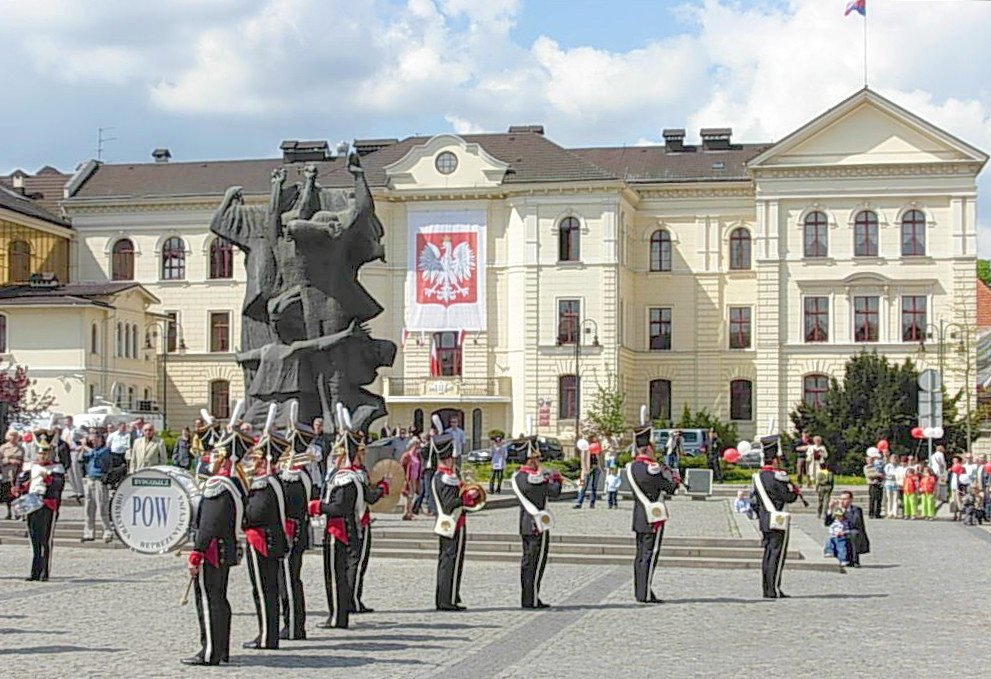
Orkiestra Reprezentacyjna Pomorskiego Okręgu Wojskowego w strojach z okresu Księstwa Warszawskiego (2008, Stary Rynek w Bydgoszczy)

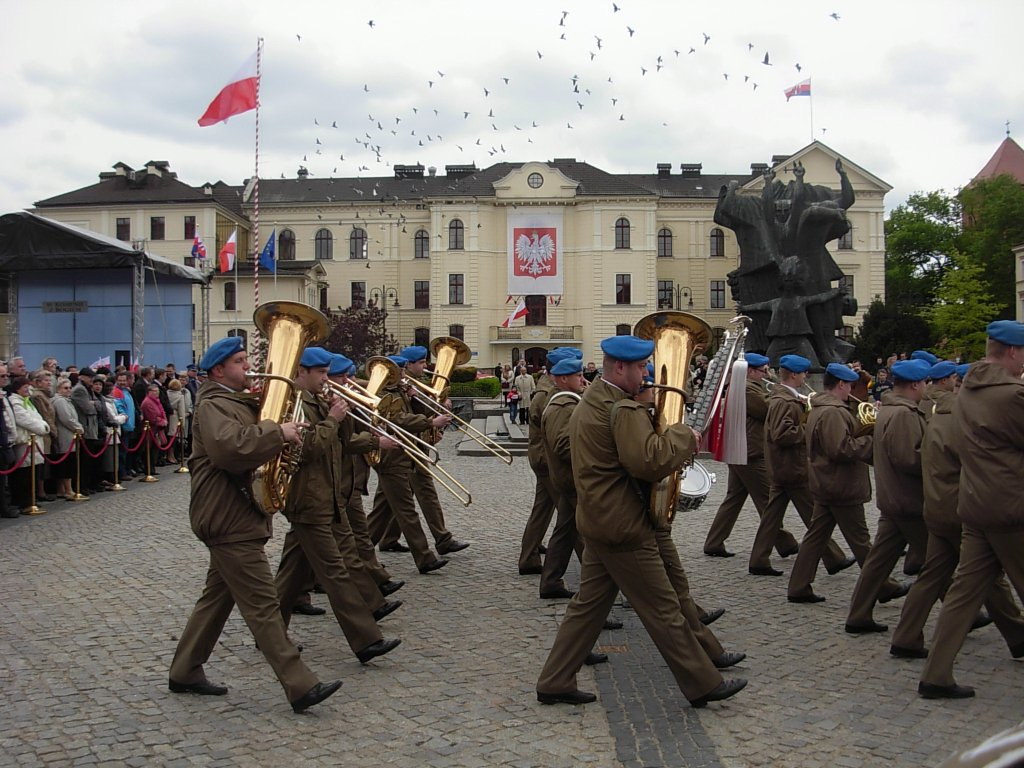
W czasie obchodów Święta 3 Maja 2011 r. na Starym Rynku w Bydgoszczy

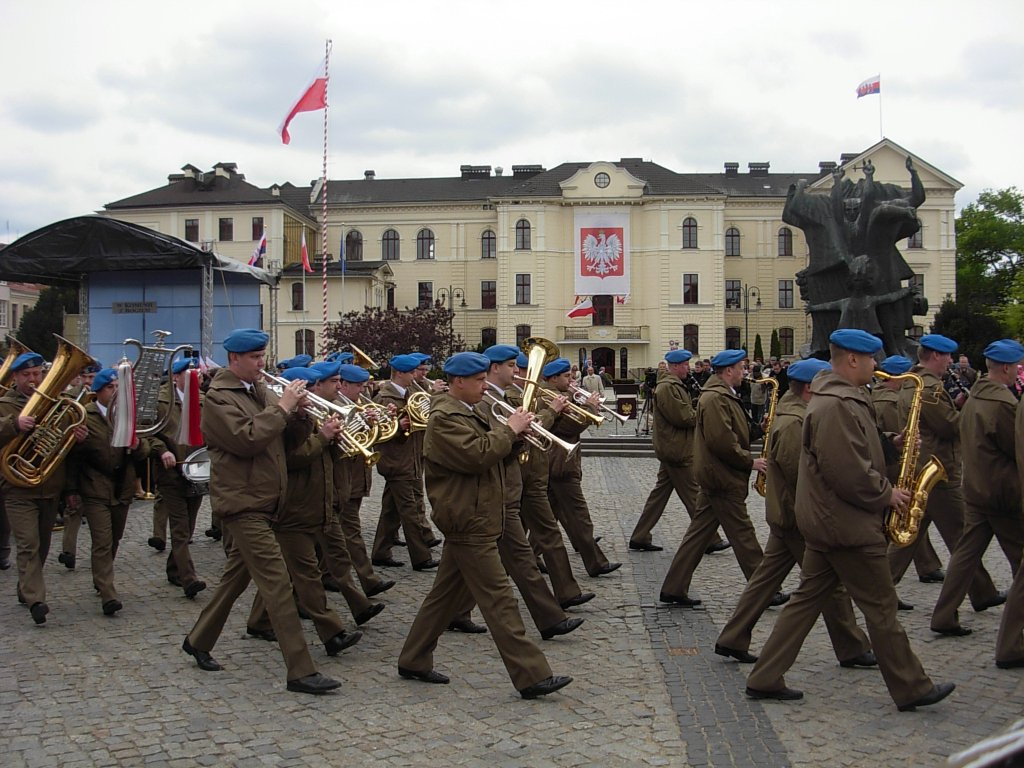
W czasie obchodów Święta 3 Maja 2011 r. na Starym Rynku w Bydgoszczy

Orkiestra Wojskowa w Bydgoszczy – orkiestra dęta złożona z żołnierzy muzyków garnizonu bydgoskiego, w latach 1950-2012 Orkiestra Reprezentacyjna Pomorskiego Okręgu Wojskowego.

## Historia
Orkiestra powstała w 1950 r. przy Pomorskim Okręgu Wojskowym w Bydgoszczy. Była jedną z trzech reprezentacyjnych orkiestr wojskowych istniejących w polskiej armii. Zespół zrzeszał ponad 40 etatowych muzyków (orkiestrantów), dyrygenta (kapelmistrza) oraz tamburmajora – szefa orkiestry, do którego obowiązków należało prowadzenie orkiestry podczas parad, defilad, a także musztry orkiestrowej. Kapelmistrzami orkiestry w latach 1950-2002 byli: Tymoteusz Kruczek, Leon Zawodny, Longin Kaszewski, Stefan Ilnicki, Zygfryd Grad, Kazimierz Hilla, Eugeniusz Mik, Janusz Kałuża, Jan Szabat, Tadeusz Waliszewski, Henryk Tokarski, Jerzy Andrzejewski.
Od kwietnia 2011r. kapelmistrzem został mjr Krzysztof Matraszek.
Orkiestra koncertowała w kraju i za granicą, gdzie zdobywała wysokie lokaty na konkursach orkiestr wojskowych. Spełniała ważną funkcję kulturotwórczą w środowiskach wojskowych i cywilnych. Osiągnięcia artystyczne i popularyzatorskie muzyków dokumentują setki dyplomów, pucharów, medali i odznak honorowych. Oprócz koncertów OPOM prezentowała wielokrotnie defilady w strojach galowych i historycznych oraz nagrała płyty marszów wojskowych (1973, 1993).
Pod koniec lat 70. zespół cieszył się opinią najlepszej orkiestry reprezentacyjnej okręgów wojskowych w kraju. Koncertował w Niemczech, Francji, Czechosłowacji, Belgii, Holandii, Litwie. W 1989 r. wystąpił wraz z muzykami Warszawskiego Okręgu Wojskowego w Turnieju Królewskim w Londynie. Brytyjska królowa Elżbieta II, która przybyła na koncert kulminacyjny festiwalu, z uznaniem wyrażała się o występie polskich muzyków zawierającym pieśni historyczne, wiązanki melodii wojskowych i utwory współczesne.
W latach 70., w wyniku współpracy kapelmistrza orkiestry Kazimierza Hilli z Rozgłośnią Polskiego Radia w Bydgoszczy i kompozytorem Pawłem Billertem, utworzono z muzyków orkiestry nonet dęty pn. „Bydgoska Dziewiątka Radiowa”, bardzo popularny w owych latach na antenie Polskiego Radia. Z orkiestrą POW występowali liczni soliści śpiewacy z teatrów operowych i muzycznych, piosenkarze i muzycy instrumentaliści.
Z dniem 1 stycznia 2012 r., kiedy rozformowano Pomorski Okręg Wojskowy, orkiestra przeszła w podporządkowanie Inspektoratu Wsparcia Sił Zbrojnych w Bydgoszczy, a jej nazwa zmieniła się na: Orkiestra Wojskowa w Bydgoszczy.
W lutym 2012r. Orkiestra nagrała płytę DVD z koncertu pt. „Niech Żyje Bal”. Zespół wystąpił z bardzo zróżnicowanym repertuarem. Wykonał pieśni neapolitańskie, muzykę filmową, rozrywkową po widowisko w którym muzykę do filmu tworzyli zespół kameralny – kwartet klarnetowy z towarzyszeniem muzyki elektronicznej.

## Charakterystyka
Orkiestra prezentuje wysoki poziom muzyczny, dzięki stałym związkom z Filharmonią Pomorską i Akademią Muzyczną w Bydgoszczy. W repertuarze zespołu znajdują się zarówno kompozycje muzyki poważnej w transkrypcji na orkiestrę dętą; uwertury, symfonie, poematy symfoniczne, tańce, jak i muzyka o tematyce żołnierskiej oraz rozrywkowa w szerokim znaczeniu tego słowa (znane standardy, opracowania piosenek). Bierze udział w uroczystościach wynikających z Ceremoniału Wojskowego, świętach państwowych, religijnych oraz występach dla mieszkańców Bydgoszczy i regionu. Prezentuje także musztrę paradną, w połączeniu z mundurami historycznymi z okresu Księstwa Warszawskiego.